# Лахтиков, Фёдор Алексеевич
Фёдор Алексеевич Лахтиков (1911—1969 гг.) — рядовой, стрелок взвода противотанковых ружей 835-го стрелкового полка (237-я Пирятинская стрелковая дивизия, 40-я армия, Воронежский фронт), Герой Советского Союза (1943 г.). 

## Биография
Фёдор Алексеевич Лахтиков родился 21 июня 1911 г. в селе Юшта Спасского уезда Рязанской губернии, ныне Шиловского района Рязанской области, в крестьянской семье. Русский. Работал в колхозе. 
В июле 1941 г. Ф.А. Лахтиков был призван на службу в Рабоче-крестьянскую Красную Армию Шиловским райвоенкоматом. Прошёл месячную подготовку стрелка противотанкового ружья (ПТР). В боях Великой Отечественной войны с 29 августа 1941 г. Воевал под Москвой, Брянском, на Верхнем Дону. Попал в окружение и плен. В марте 1943 г. был освобождён наступавшими частями Красной Армии.
После проверки зачислен во взвод противотанковых ружей 835-го стрелкового полка 237-й стрелковой дивизии 40-й армии Воронежского фронта. В составе полка участвовал в боях за освобождение Левобережной Украины. Особо отличился при форсировании реки Днепр.
В ночь на 24 сентября 1943 г. в районе села Гребени Кагарлыкского района Киевской области Украинской ССР красноармеец Ф.А. Лахтиков одним из первых форсировал реку Днепр и принял бой с превосходящими силами противника, нанося ему большие потери. 30 сентября, когда противник ввёл в бой танки, огнём из своего ПТР Фёдор  Лахтиков поджёг 2 головных танка, следовавших прямо на его позицию, остальные танки повернули обратно. В этом бою, будучи раненым, он не оставил поле боя до конца отражения контратак противника .
Указом Президиума Верховного Совета СССР от 23 октября 1943 г. за успешное форсирование реки Днепр южнее Киева, прочное закрепление плацдарма на западном берегу реки Днепр и проявленные при этом отвагу и геройство красноармейцу Лахтикову Фёдору Алексеевичу было присвоено звание  Героя Советского Союза с вручением ордена Ленина и медали «Золотая Звезда».
После госпиталя Ф.А. Лахтиков вернулся в свой полк, стал командиром миномётного расчёта. За отличие в боях при форсировании реки Днестр награждён медалью «За отвагу». День победы встретил в столице Чехословакии городе Прага. В августе 1945 г. участвовал в боях с японскими милитаристами на землях Китая. В 1946 г. был демобилизован.
После войны Ф.А. Лахтиков вернулся на родину. Член ВКП(б)/КПССС с 1948 г. Жил и работал в родном селе Юшта. Скончался 21 июня 1969 г., похоронен на сельском кладбище .
Награждён орденом Ленина, медалями, в том числе медалью «За отвагу» .